# Ernst Scharnowski
Ernst Scharnowski (* 5. Dezember 1896 in Preußisch Eylau; † 9. März 1985 in West-Berlin) war deutscher Politiker der Sozialdemokratischen Partei Deutschlands (SPD), des Bundes Freies Deutschland (BFD) sowie Gewerkschaftsführer. Er vertrat die SPD in der Berliner Stadtverordnetenversammlung, im Abgeordnetenhaus von Berlin und im Deutschen Bundestag.

## Leben
Scharnowski, Sohn eines Landarbeiters, war gelernter Schlosser. Nachdem er in diesem Beruf gearbeitet hatte, leistete er von 1914 bis 1918 Kriegsdienst im Ersten Weltkrieg.
Im Jahr 1918 trat Scharnowski der SPD bei. Er war von 1922 bis 1933 Sekretär im Deutschen Landarbeiterverband und im Allgemeinen Deutschen Gewerkschaftsbund (ADGB) in den Bezirken Ostpreußen, Pommern und Jena (Provinz Sachsen, Thüringen, Anhalt). In der Zeit des Nationalsozialismus war Scharnowski von 1933 bis 1936 arbeitslos, dann in den Jahren 1936 und 1937 Inhaber eines Fuhrbetriebs und anschließend bis 1944 Prokurist eines Fischernetzbetriebes in Stettin. Scharnowski wurde sechs Mal verhaftet, im Zweiten Weltkrieg diente er 1944/45 in der Wehrmacht.
Nach Kriegsende wurde Scharnowski Stadtrat in Stettin. Er verließ Stettin noch 1945 nach mehrmaliger Inhaftierung durch die sowjetische und polnische Geheimpolizei. In der sowjetischen Besatzungszone (SBZ) wurde er in Genthin erneut Mitglied der SPD, dann, infolge der Zwangsvereinigung von SPD und KPD im April 1946, der Sozialistischen Einheitspartei Deutschlands (SED). Als Gegner der Zwangsvereinigung flüchtete Scharnowski 1948 nach der Warnung durch einen Kommunisten, er solle verhaftet werden, nach Berlin. Er wurde als Betriebsrätesekretär der SPD Berlin und im amerikanischen Sektor als Stadtrat im Bezirk Neukölln aktiv.
Scharnowski gehörte im Mai 1948, am Beginn der Teilung Berlins, zu den Gründern der Unabhängigen Gewerkschaftsopposition (UGO), der SPD-nahen Abspaltung vom SED-dominierten Berliner Freien Deutschen Gewerkschaftsbund (FDGB). Scharnowski war von 1949 bis 1960 ihr Vorsitzender bzw. nach dem Aufgehen der UGO im DGB der Landesvorsitzende des DGB in Berlin. Zudem gab er ab 1949 die Monatsschrift Freies Wort heraus.
Von 1948 bis 1950 gehörte Scharnowski während der zweiten Wahlperiode der Stadtverordnetenversammlung und von 1963 bis 1967 in der vierten Wahlperiode dem Berliner Abgeordnetenhaus an. Von 1950 bis 1960 war er Mitglied des Landesvorstandes der Berliner SPD. Am 17. Juni 1953 rief Scharnowski über den RIAS erstmals dazu auf, die Ostdeutschen sollten ihre „Strausberger Plätze überall“ aufsuchen. Am Tag der Bundestagswahl 1957 entsandte ihn das Abgeordnetenhaus über die Landesliste der SPD als Berliner Bundestagsabgeordneten in den 3. Deutschen Bundestag. Dort wurde Scharnowski ordentliches Mitglied im Ausschuss für Arbeit und war außerdem stellvertretendes Mitglied im Ausschuss für Sozialpolitik. Er war unter anderem an einem Stufenplan für die Einführung der 40-Stunden-Woche beteiligt.
Im Mai 1974 war Scharnowski Mitbegründer und Vorsitzender des Bundes Freies Deutschland. Der BFD scheiterte in der Wahl zum Abgeordnetenhaus von Berlin 1975 an der 5-Prozent-Hürde und löste sich bis Januar 1977 auf.

## Medien
- Aufruf von Ernst Scharnowski an Ost-Berliner Arbeiter am 17. Juni 1953 mp3-Datei